# إمي فوغينو
إمي فوغينو (باليابانية: 藤野恵実؛ بالكانا: ふじの えみ) هي فنانة الدفاع عن النفس يابانية، ولدت في 17 نوفمبر 1980 في آيتشي في اليابان.

## وصلات خارجية
- إمي فوغينو على موقع شيردوغ (الإنجليزية)
- إمي فوغينو على موقع Tapology.com (الإنجليزية)
- إمي فوغينو على موقع إي إس بي إن (الإنجليزية)
- إمي فوغينو على موقع IMDb (الإنجليزية)